# Munkerup
Munkerup is een kustplaats in de Deense regio Hovedstaden, gemeente Gribskov, en telt 830 inwoners (2007).